# يانوش فويتشوفسكي
يانوش تشيسلاف فويتشوفسكي(بالبولندية: Janusz Czesław Wojciechowski)‏ هو سياسي بولندي من مواليد 6 ديسمبر 1954 وكان عضو في البرلمان الأوروبي عن تم انتخابه من محافظة وودج بين عامي 2004-2016 أصبح بعد ذلك عضواً في محكمة المدققين الأوروبية. منذ عام 2019 يشغل منصب المفوض الأوروبي للزراعة.
كان فويتشوفسكي عضوًا في حزب الشعب المتحد، وعضوا في مكتب حزب الشعب الأوروبي من عام 2004 إلى عام 2006 وكان نائبًا لرئيس لجنة البرلمان الأوروبي المعنية بالزراعة والتنمية الريفية. تم طرد فويتشوفسكي من حزبه بعد قراره بترك حزب الشعب الأوروبي لصالح الاتحاد من أجل أوروبا. وكان فويتشوفسكي عضو في الوفد إلى لجان التعاون البرلمانية بين الاتحاد الأوروبي وكازاخستان والاتحاد الأوروبي وقيرغيزستان والاتحاد الأوروبي وأوزبكستان، وفي العلاقات مع طاجيكستان وتركمانستان ومنغوليا.